# Atelopus ebenoides
Atelopus ebenoides is een kikker uit de familie padden (Bufonidae) en het geslacht klompvoetkikkers (Atelopus). De soort werd voor het eerst wetenschappelijk beschreven door Juan Arturo Rivero in 1963.
Atelopus ebenoides leeft in delen van Zuid-Amerika en komt endemisch voor in Colombia. De kikker is bekend van een hoogte van 2500 tot 3700 meter boven zeeniveau. De soort komt in een relatief klein gebied voor en is hierdoor kwetsbaar. Door de internationale natuurbeschermingsorganisatie IUCN wordt de soort beschouwd als 'Kritiek'.
Atelopus ebenoides heeft een geheel zwarte kleur, met enige kleine witte tot gele vlekken die verspreid zijn over het lichaam. Het is een bewoner van planten, mos en de bladerlaag in vochtige bossen. De kikkervisjes ontwikkelen zich in het water.